# Florida (Cile)
Florida è un comune del Cile della provincia di Concepción nella Regione del Bío Bío. Al censimento del 2002 possedeva una popolazione di 10.177 abitanti.

## Società

### Evoluzione demografica
| Censimento del 1992 | Censimento del 2002 |
| 10.437 ab.          | 10.177 ab.          |